# Zipacón
Zipacón és un municipi i ciutat de Colòmbia en la província de Sabana Occident, part del departament de Cundinamarca. El centre urbà de Zipacón és situat a una alçada de 2,550 metres en la sabana de Bogotá, la plana sud de l'Altiplà cundiboyacense en la serralada Oriental dels Andes. Zipacón limita amb Anolaima, Facatativá, La Mesa i Bojacá. Va ser fundat el 5 de juliol de 1561, per José Antonio Rubio. Etimológicament el nom Zipacón ve de Muysccubun i significa "plorar del zipa".
En els temps anteriors a la conquesta espanyola, Zipacón va ser habitat pels Muisques, organitzats en la seva Confederació Muisca. Zipacón era el lloc de meditació pel zipa. El poblament era a la frontera amb els Panche, enemics eterns del Muisca. Zipacón va ser envaïda pels Panche quan els conquistadors espanyols conquerien la sabana de Bogotá.
Les evidències més velles de l' agricultura de les patates en la sabana de Bogotá han estat desenterrades a Zipacón i daten de 3200 BP anys. L'assentament va ser habitat des del període de la cultura Herrera, com a mínim  des del 3270 BP. Diferents demostracions d'art a les roques han estat descobertes a Zipacón.
La principal activitat econòmica de Zipacón és l'agricultura i la ramaderia.